# Gboko
Gboko é uma cidade do estado de Benue, na Nigéria. Sua população é estimada em 228.210 habitantes.